# Fedacla
Die Fedacla ist ein 10,5 Kilometer langer Zufluss des Silvaplanersees im Schweizer Kanton Graubünden. Die Fedacla, auch Fexbach genannt, durchfliesst das Fextal, ein Seitental des Oberengadins, und entwässert dabei ein Gebiet von rund 34 Quadratkilometern.

## Verlauf
Die Fedacla entsteht durch mehrere Quellbäche, die an den Gletschern Vadret da Fex, Vadret dal Güx und Vadret dal Tremoggia entspringen. Der Fluss durchfliesst das Tal in nordwestlicher Richtung bis zur Siedlung Platta, wo er einen Bogen Richtung Nordosten macht. Er bildet nun ein kurzes und enges, bewaldetes Tal, das nur durch einen Höhenzug vom Silsersee abgegrenzt ist. In diesem Tal sorgt seit 1972 eine Staumauer und ein Überlaufstollen in den Silsersee für Hochwasserschutz. Bei Maria tritt der Fluss ins Oberengadin ein und mündet parallel zum Inn in den Silvaplanersee, wo er ein natürliches Delta bildet, welches sich durch immer wieder neues Geschiebe andauernd verändert.